# Генри, Августин
Августин Генри (ирл. Augustine Henry; 2 июля 1857, Данди — 23 марта 1930) — ирландский ботаник, профессор.

## Биография
Августин Генри родился в Шотландии в городе Данди в 1857 году. В 1888 году опубликовал список китайских растений для журнала Королевского азиатского общества Великобритании и Ирландии. К 1896 году из его экземпляров были идентифицированы 25 новых родов и 500 новых видов растений. Августин Генри отослал более 15000 засушенных экземпляров растений и семян растений в Королевские ботанические сады Кью, а также ещё 500 образцов растений; многие из них позже стали хорошо известными садовыми растениями. В 1900 году он отправился во Францию, чтобы учиться в Национальной школе лесного хозяйства в Нанси. Позже Августин Генри стал соавтором Генри Джона Элвиса по семи томам Trees of Great Britain and Ireland 1907—1913. Его вклад в эту научную работу был уникальным, поскольку он изобрёл систему идентификации на основе листьев и веток и по положению почек даже при отсутствии цветков и плодов. Августин Генри был профессором лесного хозяйства. В 1926 году он ушёл в отставку с поста профессора лесного хозяйства. Августин Генри умер в 1930 году.

## Научная деятельность
Августин Генри специализировался на семенных растениях.

## Научные работы
- The Trees of Great Britain and Ireland. 1907—1913, co-author H. J. Elwes. Private (subscription only) publication. Edinburgh.
- Notes on Economic Botanical of China, introduction by E. Charles Nelson, Boethus Press 1986 ISBN 0-86314-097-1.
- Anthropological work on Lolos and non-Han Chinese of Western Yunnan.